# Focke-Wulf Ta 154
Focke-Wulf Ta 154 — немецкий ночной истребитель периода Второй мировой войны, производившийся фирмой «Фокке-Вульф». Ta 154 представлял собой двухместный истребитель смешанной (деревянно-металлической) конструкции, на долю древесины приходилось до 53 процентов массы конструкции, на долю стали 30 процентов, лёгких сплавов и других материалов 17 процентов. Компоненты конструкции фюзеляжа, хвостового оперения и крыла были выполнены из древесины, толщина отдельных элементов древесины достигала 50 мм, обшивка из фанеры. Машина имела трёхстоечное шасси.

## Создание и эксплуатация
Ta 154 строился в ответ на возросшую угрозу бомбардировок территории рейха. Разработка самолёта велась под руководством Э. Ниппа. Ta 154 имел 12-цилиндровый двигатель водяного охлаждения Junkers Jumo 211F (1350 л. с.). Вооружение Та 154 составляло две 20-мм пушки MG 151 с 200 патронами на пушку и две 30-мм пушки MK 108 со 110 патронами на пушку.Изготовление серийных самолётов осуществлялось в Эрфурте и Познане. Решением Министерства авиации RLM в августе 1944 года серийный выпуск Ta 154 был прекращен. Самолёты осуществляли боевые вылеты.

## Лётно-технические характеристики[источникне указан 3180 дней]
Двигатели: Jumo 211F (1350 л. с.).
Размах крыла. м.: 16,40
Длина, м.: 12,45
Высота, м.: 3,40
Площадь крыла, м².: 32,60
Масса пустого, кг: 6320
Масса взлетная, кг: 8250
Максимальная скорость на высоте 6350 м.: 615 км/ч
Практический потолок, м.: 10000
Дальность полёта, км: 1365
Вооружение: 2 × 20 мм пушки MG 151/20 и 2 × 30 мм пушки MK 108

## Эксплуатанты
- Люфтваффе